# شوشتری
گوشه یا مایه یا آواز شوشتری یک گوشه در موسیقی سنتی ایرانی است که در دستگاه همایون طبقه‌بندی می‌شود. شوشتری در کنار آواز اصفهان، هر دو از مهم‌ترین ملحقات دستگاه همایون تلقی می‌شوند. اگرچه در تقسیم‌بندی دستگاهی متداول، شوشتری معمولاً جزو آوازهای پنج‌گانه طبقه‌بندی نمی‌شود، اما برخی آن را یک آواز محسوب کرده‌اند و برخی نیز آن را یک دستگاه کوچک جداگانه برشمرده‌اند.
ریشه‌هایی از موسیقی در مایه شوشتری را می‌توان در آثار خیام یافت. نام شوشتری به منطقهٔ شوشتر اشاره می‌کند و به‌نظر می‌رسد که شوشتری ابتدا در منطقهٔ اصفهان و فارس رواج داشته اما بعداً در موسیقی دیگر مناطق ایران نیز رواج یافته‌است. در استان‌های بوشهر و فارس، ترانه‌هایی در مراسم عروسی رایج است که در شوشتری خوانده می‌شوند. با این حال شوشتری دارای حسی غم‌انگیز نیز توصیف می‌شود و در تعزیه به کار گرفته می‌شود.

## تاریخچه و نام
در رسالهٔ موسیقی که از خیام بر جا مانده‌است (و خود شرحی است بر کتاب موسیقی اقلیدس)، وی ۲۱ ذوالاربع (دانگ‌هایی به اندازهٔ چهارم درست) را برشمرده و نسبت فواصل آن‌ها و نیز احساسی که به هر کدام منسوب است را شرح داده‌است. ساسان سپنتا در چند مقاله که این ذوالاربع‌ها را بررسی و فواصلشان را بر حسب سنت محاسبه نموده بود؛ نشان می‌دهد از بین چند ذوالاربعی که خیام از ابن سینا نقل کرده‌است، یکی از آن‌ها از نظر فواصل، به گوشهٔ شوشتری در موسیقی امروزی نزدیک است.
نام گوشهٔ شوشتری به منطقه شوشتر (در استان خوزستان امروزی) اشاره دارد. به‌نظر می‌رسد که گوشهٔ شوشتری ابتدا در مناطق اصفهان و فارس رواج داشته اگر چه بعداً به موسیقی نواحی دیگر از جمله گیلان نیز راه یافته‌است. نام «شوشترک» هم برای این گوشه ذکر شده‌است و در موسیقی آذربایجانی نیز دستگاهی به‌نام شوشتر وجود دارد که دارای شعبه‌هایی با نام شوشترک، امیری، سارنج، ترکیب و مثنوی است. همچنین در بحور الالحان گوشه‌ای به نام «شوشتریْ گردان» آمده که فرصت الدوله آن را یکی از گوشه‌های دستگاه همایون نامیده و آن را مترادف با گوشهٔ «فرنگ» ذکر کرده‌است.

## تحلیل ردیف
شوشتری یکی از مهم‌ترین گوشه‌های دستگاه همایون است. شاهد آن درجهٔ چهارم و ایست آن درجهٔ دوم و خاتمهٔ آن درجهٔ اول همایون است. تکیهٔ اصلی شوشتری بر یک دورهٔ پنج‌نتی به فاصلهٔ پنجم درست است که از درجهٔ اول تا پنجم همایون را شامل می‌شود. به لحاظ سیر ملودیک، شوشتری با گوشهٔ چکاوک در دستگاه همایون و گوشهٔ مخالف در دستگاه سه‌گاه نزدیک دانسته شده‌است.
گوشهٔ شوشتری در اجرای دستگاه همایون نقش مهمی دارد؛ این گوشه به همراه گوشه‌های منصوری و بختیاری، اوج دستگاه همایون را تشکیل می‌دهد. وسعت اجرای شوشتری می‌تواند تا درجهٔ هفتم همایون برسد، و درجات بعد از شاهد شوشتری (درجه‌های پنجم تا هفتم همایون) تقریباً به یک اندازه در این گوشه به کار می‌روند.
اگر چه در تقسیم‌بندی دستگاهی متداول در ردیف موسیقی ایرانی، شوشتری معمولاً جزو آوازهای پنج‌گانه طبقه‌بندی نمی‌شود، اما برخی آن را یک آواز محسوب کرده‌اند (که معمولاً از مشتقات دستگاه همایون و گاهی از دستگاه چهارگاه دانسته می‌شود) و برخی نیز آن را یک دستگاه کوچک جداگانه برشمرده‌اند یا مانند برونو نتل آن را در حال جدا شدن از دستگاه همایون دانسته‌اند. مهدی خالدی در مصاحبه‌ای نقش خودش را در گسترش گوشهٔ شوشتری به اندازهٔ یک آواز، مهم دانسته‌است. از جمله دلایلی که برای استقلال شوشتری به‌عنوان یک آواز ذکر شده، وجود گوشهٔ درآمد برای شوشتری در ردیف‌های مختلف است.

### گوشه‌ها
گوشه‌های زیر ملحقات شوشتری محسوب می‌شوند:
میگُلی
میگلی گوشه‌ای کوچک است که در شوشتری اجرا می‌شود و از توابع شوشتری محسوب می‌گردد.
مَرودشتی
این گوشه نیز از توابع شوشتری است. در این گوشه نسبت به شوشتری توجه بیشتری به درجهٔ سوم همایون می‌شود. نام آن به مرودشت در استان فارس اشاره دارد.
بهبهانی
این گوشه نیز از توابع شوشتری است. نام آن به بهبهان در استان خوزستان اشاره دارد.

## احساس
| رود جونیم رفته حموم با پسرای پادشاه |  | گِلَش از گِلَکو بیارین، آبش از امام رضا |
| ای حموم‌چی! آب حموم تازه کن          |  | تا بیایه رود جونیم، خلعتش آماده کن  |

به نقل از محسن شریفیان
شوشتری دارای احساسی غم‌انگیز توصیف شده‌است، و از همین رو یکی از گوشه‌هایی است که در اجرای تعزیه برای القای حالات حزن و اندوه به کار گرفته می‌شود. با این حال در منطقهٔ بوشهر از آواز شوشتری برای مراسم شادی (نظیر حنابندان یا جشن عروسی) نیز استفاده می‌شود، به‌ویژه در قالبی آوازی که به اسم «بیت‌خوانی» شناخته می‌شود. در منطقهٔ فارس نیز نوع مشابهی از موسیقی به اسم واسونک متداول است که آن‌ها نیز در شوشتری اجرا می‌شوند. اجرای واسونک‌ها معمولاً توسط صدای یک زن که دایره هم می‌زند، در عروسی‌ها خوانده می‌شوند و آهنگ مطبوع و ملایمی دارند.

## نمونه‌ها
قطعهٔ «بیا تا گل برافشانیم» ساختهٔ حسین علیزاده و با آواز علیرضا افتخاری در آلبوم راز و نیاز، تصنیف بی‌قرار از آلبومی به همین نام به آهنگسازی محمدجلیل عندلیبی و صدای شهرام ناظری، و آلبوم چاووش ۸ با آهنگسازی محمدرضا لطفی و آواز شهرام ناظری، از نمونه‌های مشهور شوشتری هستند. قطعهٔ کاروان شهید در آلبوم چاووش ۸ که در زمان شروع جنگ ایران و عراق ساخته شد، به عنوان «بهترین تصنیف جنگ» مورد تحسین قرار گرفته‌است. تصنیف غوغای ستارگان از همایون خرم که توسط خوانندگان مختلف از جمله محمد اصفهانی اجرا شده نیز در شوشتری است.
علی تجویدی تصنیفی به نام «رفتم که رفتم» را در آواز شوشتری ساخته که با شعری از معینی کرمانشاهی همراه است که مطلع آن «از برت دامن کشان» است. این تصنیف که در سال ۱۳۳۵ ه‍.خ ساخته شد را اولین بار مرضیه خواند. تصنیف در آواز شوشتری آغاز می‌شود و در ادامه به گوشهٔ بیداد دستگاه همایون پرده‌گردانی می‌کند، سپس در گوشهٔ عشاق به اوج می‌رسد و در انتها به درآمد همایون فرود می‌آید.
همچنین ابوالحسن صبا قطعه‌ای به‌نام به زندان ساخته که متأثر از آوای غمگین یک متهم اهل لرستان بوده که به زندان برده می‌شده؛ بعدها حسین دهلوی بر اساس همین اثر، قطعه‌ای به‌نام شوشتری برای ویولن و ارکستر نوشت و در سال ۱۳۶۵ پارتیتور آن را منتشر کرد و پس از آن ارکسترهای مختلفی به اجرای این اثر پرداختند.

میزان‌های ابتدایی بخش آوازی تصنیف بی‌قرار با آهنگسازی محمدجلیل عندلیبی و صدای شهرام ناظری. این تصنیف در شوشتریِ سل است؛ شماره‌ها در تصنیف، درجه‌های مهم در شوشتری را نشان می‌دهند: ① = درجهٔ اول همایون (سل) که هم نت آغاز و هم نت خاتمهٔ شوشتری است، ② = درجهٔ دوم همایون (لا کرن) و نت ایست شوشتری، و ④ = درجهٔ چهارم همایون (دو) و نت شاهد شوشتری.